# SN 2000bz
SN 2000bz – supernowa typu Ia odkryta 8 kwietnia 2000 roku w galaktyce A141502-0617. W momencie odkrycia miała maksymalną jasność 21,20m.